# Candelaria, Altamirano
Candelaria är en ort i Mexiko.   Den ligger i kommunen Altamirano och delstaten Chiapas, i den sydöstra delen av landet, 800 km öster om huvudstaden Mexico City. Candelaria ligger 1 273 meter över havet och antalet invånare är 217.
Terrängen runt Candelaria är kuperad åt sydväst, men åt nordost är den bergig. Runt Candelaria är det glesbefolkat, med 19 invånare per kvadratkilometer. Närmaste större samhälle är Mexiquito, 18,2 km sydväst om Candelaria. I omgivningarna runt Candelaria växer i huvudsak städsegrön lövskog.